# René Doumic

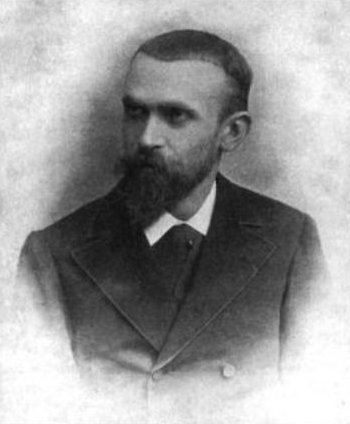
René Doumic (1898)

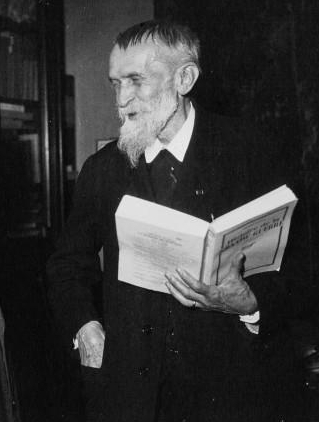
Doumic (1937)

René Doumic (* 7. März 1860 in Paris; † 2. Dezember 1937 ebenda) war ein französischer Literaturhistoriker und -kritiker.
Doumic besuchte das Lycée Condorcet und studierte an der École normale supérieure. Von 1883 bis 1897 lehrte er am Collège Stanislas Rhetorik und begann eine journalistische Laufbahn. Für eine Reihe von Zeitschriften wie das Journal des débats, den Correspondant und die Revue des Deux Mondes, deren Leitung er von 1916 bis 1937 übernahm.
1907 war die Aufnahme Doumics in die Académie française gescheitert. Dafür konnte er sich 1909 bei der Wahl um die Nachfolge des verstorbenen Historiker Gaston Boissier knapp gegen Denys Cochin durchsetzen (Fauteuil 26). Ihm selbst folgte 1938 der Schriftsteller André Maurois auf diesem Platz nach. 
1923 betraute man Doumic mit dem Amt des Secrétaire perpétuel der Académie française. 

## Werke
- Éléments d’histoire littéraire (1888)
- Portraits d’écrivains. Alexandre Dumas fils, Émile Augier, Victorien Sardou, Octave Feuillet, Edmond et Jules de Goncourt, Émile Zola, Alphonse Daudet (1892)
- De Scribe à Ibsen (1893)
- Écrivains d’aujourd’hui. Paul Bourget, Guy de Maupassant, Pierre Loti, Jules Lemaître, Ferdinand Brunetière, Émile Faguet, Ernest Lavisse (1894)
- Études sur la littérature française (5 Bände, 1896–1905)
- Les Jeunes, études et portraits (1896)
- Essais sur le théâtre contemporain (1897)
- Les Hommes et les idées du XIXe siècle (1903)
- George Sand. Dix conférences sur sa vie et son œuvre (1909)
- Lamartine (1912)
- Saint-Simon, la France de Louis XIV. (1919)